# فرناندو حداد
فرناندو حداد (پرتغالی: Fernando Haddad؛ زادهٔ ۲۵ ژانویهٔ ۱۹۶۳) سیاست‌مدار و دانشگاهی اهل برزیل است که از اول ژانویه ۲۰۲۳ به عنوان وزیر دارایی برزیل خدمت می‌کند. وی بین سال ۲۰۱۳ تا ۲۰۱۷ به عنوان شهردار سائوپائولو خدمت کرده‌است. حداد از سال ۲۰۰۵ تا ۲۰۱۲ وزیر آموزش برزیل بود.
حداد کاندیدای حزب کارگر برزیل برای انتخابات سراسری ریاست جمهوری ۲۰۱۸ برزیل بود. در دور اول انتخابات که در اکتبر ۲۰۱۸ برگزار شد، فرناندو حداد بعد از ژائیر بولسونارو در جایگاه دوم قرار گرفت. دور دوم این انتخابات در ۲۸ اکتبر برگزار شد. نتایج اعلام شده در اکتبر حاکی از آن بود که حداد با ۲۹ درصد آرا رتبه دوم را به دست آورد و ژائیر بولسونارو با ۴۶/۰۳ درصد آرا رتبه نخست را از آن خود کرد اما به دلیل نرسیدن به حد نصاب، دومین دور انتخابات که مصاف حداد با ژائیر بولسونارو است در تاریخ ۲۸ اکتبر ۲۰۱۸ برگزار شد.

## زندگی‌نامه
حداد یک مهاجر لبنانی‌الاصل ارتدکس مسیحی است، او در سائوپائولو متولد شد. پدرش خلیل حداد یک فروشنده مهاجر اهل لبنان است و فرناندو دومین فرزند از سه فرزند او می‌باشد. مادرش نورما ترسا گوس‌این دختر یکی از مهاجران لبنانی است. حداد دو خواهر دارد پریسیلا و لوسیا. او تحصیلات خود را در رشته حقوق، اقتصاد و فلسفه در دانشگاه سائوپائولو گذراند. وی از سال ۲۰۰۵ تا ۲۰۱۲ وزیر آموزش کابینه لوئیس ایناسیو لولا دا سیلوا و دیلماروسف بود.